# 比爾·奈
威廉·“比尔”·奈（英語：William Sanford “Bill” Nye，1955年11月27日—）是一名美国科学教育家、喜剧演员、电视主持人、演员、作家和科学家，因节目《比尔教科学》而知名。他原本是波音公司的机械工程师，后因主持迪斯尼和美国公共广播电视公司（PBS）从1993到1998年播出的儿童科普秀节目比尔教科学以及随后在许多流行媒体中作为一名科学教育家而知名。他还设计了火星探测漫游者上的MarsDial日晷。

## 早期的生活與教育
奈出生於1955年7月27日，雙親分別為賈桂琳Jacqueline (née Jenkins; 1921–2000)與艾德溫Edwin Darby "Ned" Nye (1917–97)，賈桂琳在二戰時的破解電碼員，艾德溫也是二戰的老手，但由於在戰時逃過日本戰俘營一劫，因而讓他在後期才有機會培養出對日晷的狂熱。比爾的外祖母為來自当瑟瓦的法國人。
在城市中度過Lafayette小學及Alice Deal中學之後，他以擁有潛力而得的獎學金申請了私立的Sidwell Friends School，他畢業於一九七三年。他後於康乃爾大學修習機械工程(在此卡尔·萨根曾是他的教授)，一九七七年他帶著學士學位的身分畢業。現今奈常以教授的身分回到康乃爾做有關初階天文學及人類生態學的演講。

## 職業生涯
奈的職業生涯開始於西雅圖的波音公司，他在此曾參與拍攝訓練影片及研發現仍用於波音747中的液壓共振抑制機械（ hydraulic pressure resonance suppressor），後來他擔任航空工程的專業諮詢顧問。於一九九九年，他曾告訴Tampa Bay Times，他每幾年就會向美國國家航空暨太空總署申請擔任太空人的資格，不過每次都被回絕。

### 比爾教科學
主要條目:比爾教科學
奈開始他的職業娛樂節目演員／編劇於華盛頓、西雅圖當地的電視娛樂節目Almost Live!中，此節目的主持人建議他以"The Science Guy"的身分，為觀眾展示六分鐘片段的科學實驗。他於此節目中其他的主要角色還有走路迅速的西雅圖英雄。
自一九九一至一九九三，曾以默·布朗博士（Dr. Emmett Brown）（博士為克里斯托弗·劳埃德飾演）助手的角色出現於回到未來卡通版本的真人實景片段中，在片段中他並無台詞，而是由布朗博士說明。因此片段在美國境內的受歡迎，使得奈得以以主持人的身分主持了五年（一九九三至一九九八）的科學教育節目－比爾教科學
每一集比爾教科學的目標都在於教授國小的孩童一個特定的主題，此節目同時也帶動了成人觀眾的收看。由於節目中含又諸多喜劇的成分，此節目常成為學校中的助教。
奈曾有以"The Science Guy"的身分出版過幾本書籍。此外除了主持人的身分外，他同時也是比爾教科學的編劇與製作人，而全劇皆在西雅圖拍攝。
在扮演"The Science Guy"時，奈總是穿著淡藍色的實驗袍與領結，並敬業的向觀眾呈現出一位幽默、詼諧的科學教育者。奈的這個鮮明的形象，常廣泛的被以許多形式來模仿、諷刺，其中包括網路漫畫xkcd及News satire組織旗下的洋葱报等都曾做過此事。奈曾針對一則假新聞"Crack Nearly Killed Me"做出一個幽默的回覆，感謝他們＂以如此的憐憫心處理此問題＂

## 奖项
2008年5月, 比爾获得约翰·霍普金斯大学名誉博士学位。2011年5月, 比爾获得威拉米特大学名誉科学博士学位，他也是当年毕业典礼的主讲人。

## 相片集

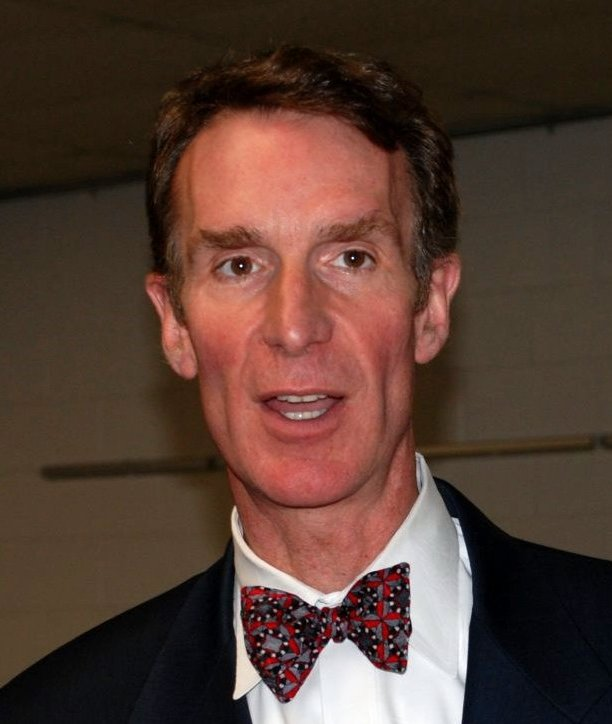
2007年比爾·奈
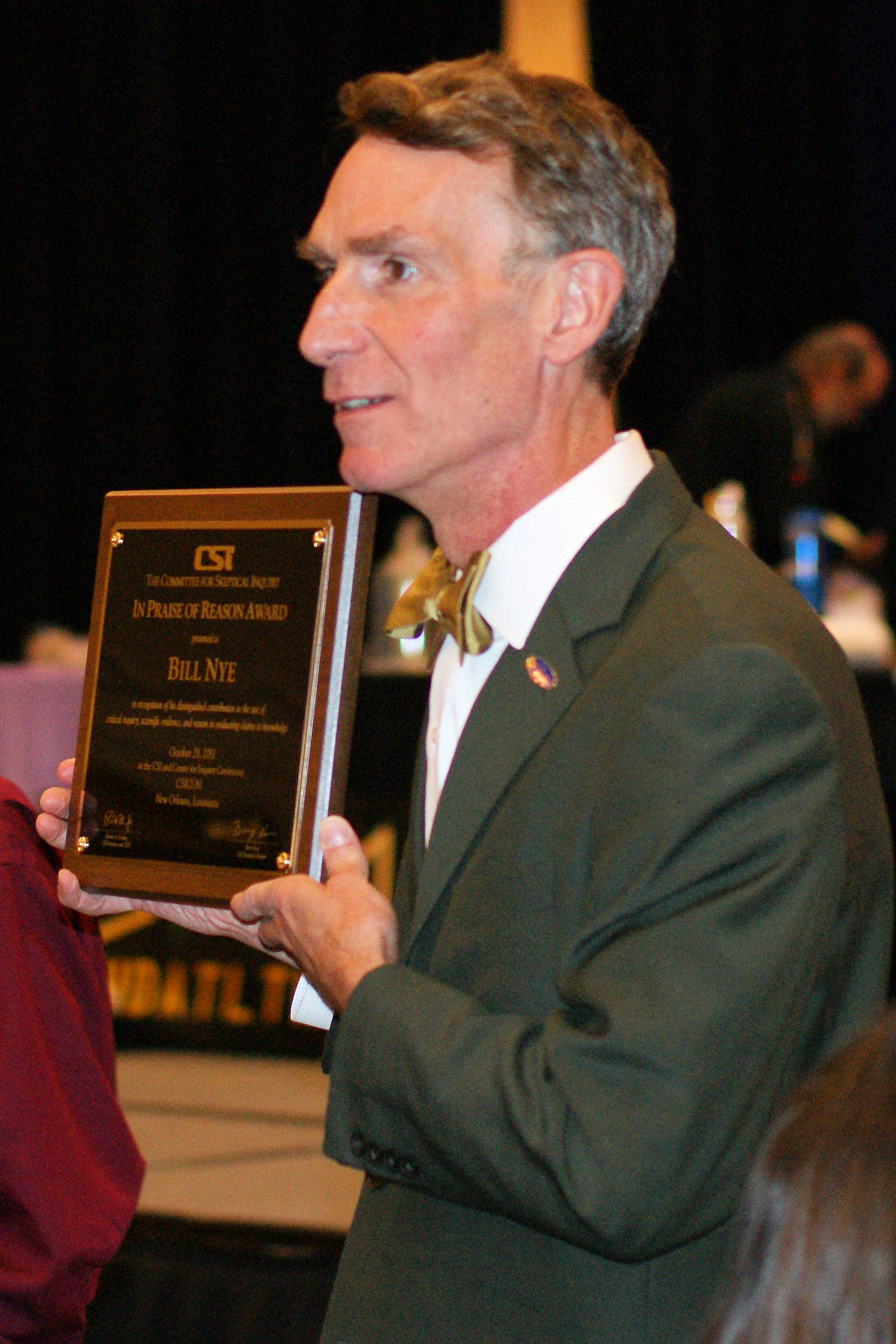
比尔教科学获奖
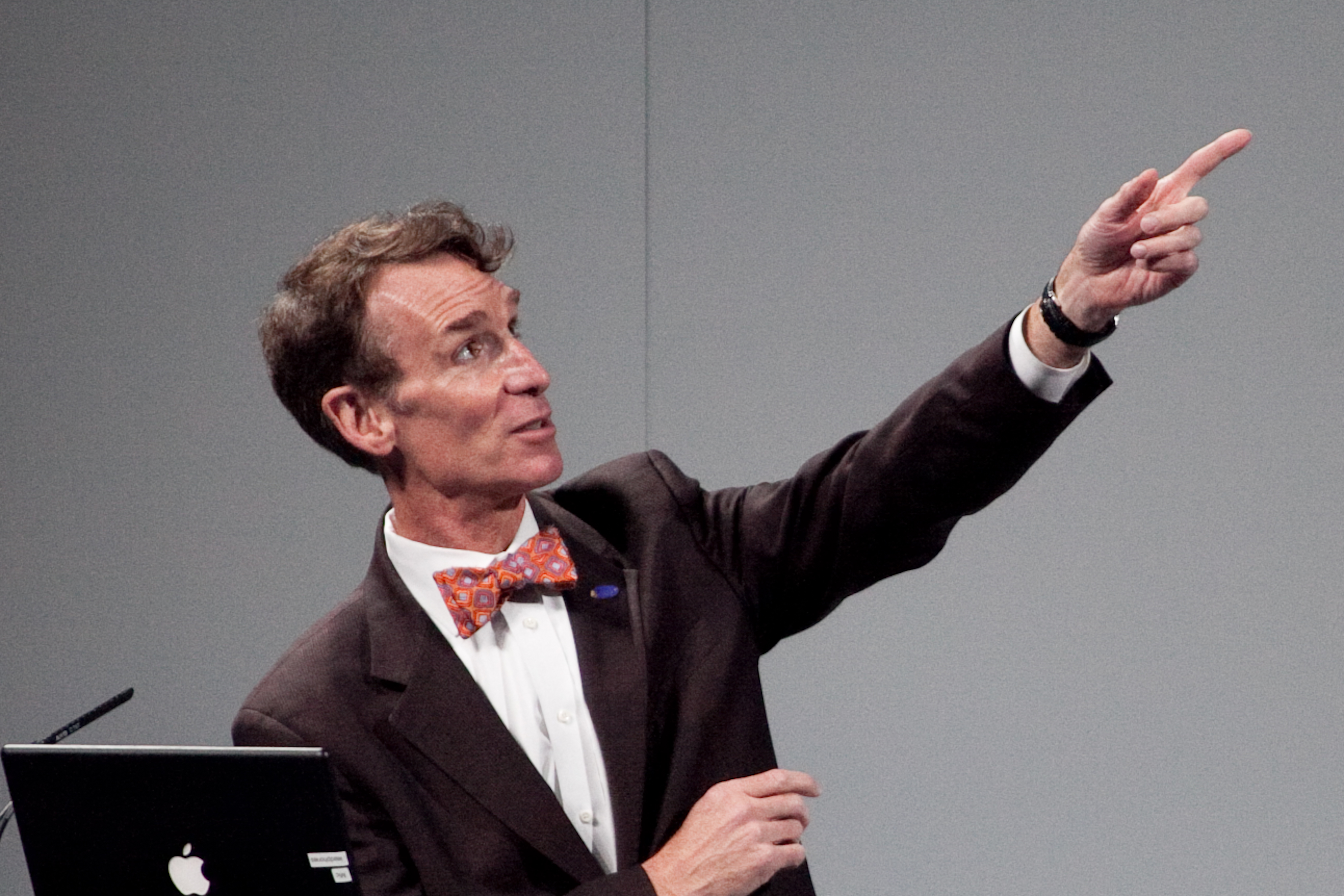
2010年比尔演讲
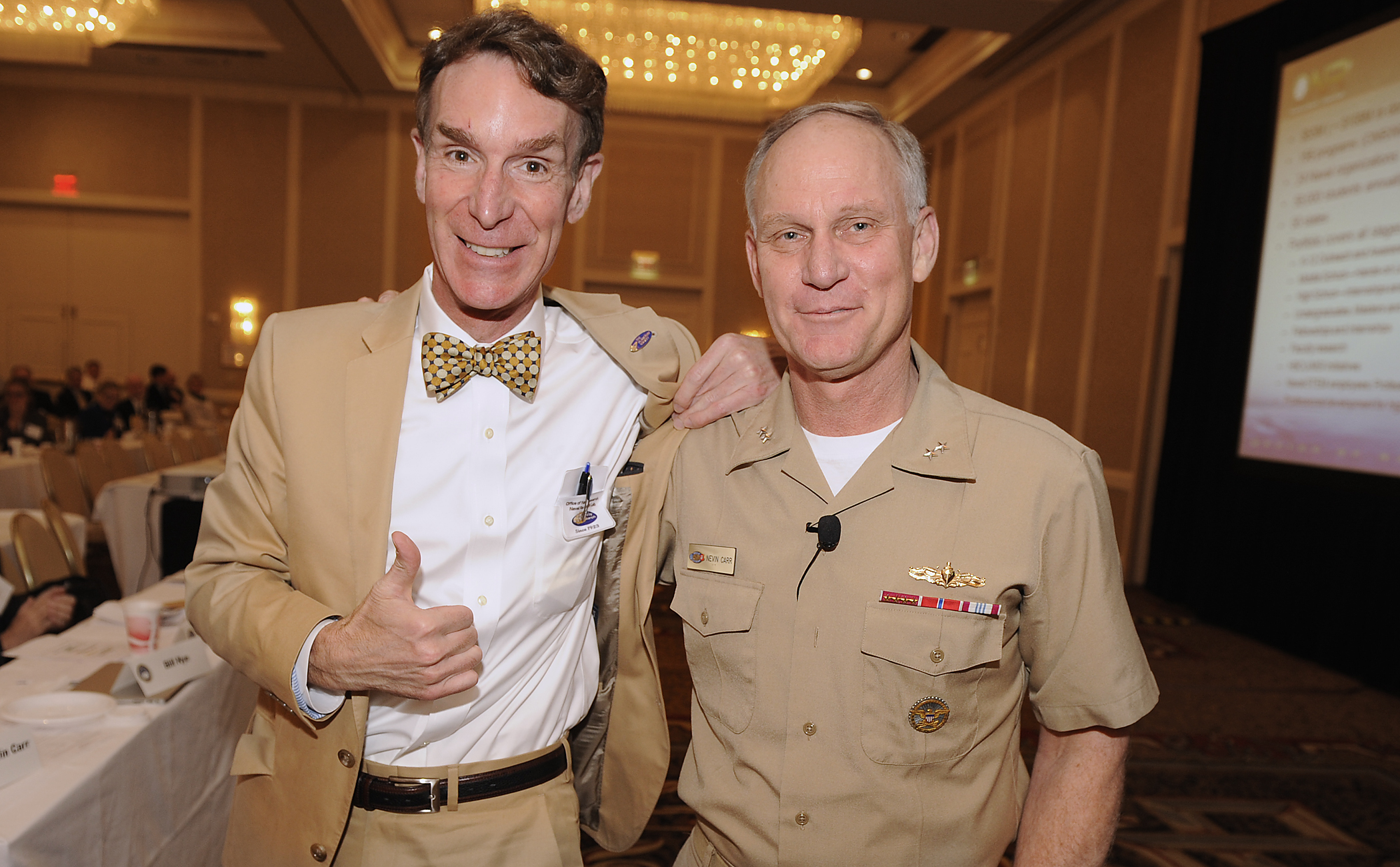
比尔和海军官员的照片

## 参照
1. 1 2  "Bill Nye" （页面存档备份，存于）. Contemporary Theatre, Film and Television. Volume 64. September 1, 2005. Gale. Retrieved November 4, 2011.
2. ↑   (PDF). BillNye.com.   [2009-07-02].[永久] A PDF file from Nye's official website （页面存档备份，存于）. This information can also be found in Flash format at the site under "Bill Info".
3. ↑  Bill Nye Hammers Anti-Evolution Republicans: ‘Betrays the Best Use of Our Brains’ （页面存档备份，存于） Retrieved 22 January 2013
4. ↑   (新闻稿). Willamette University. 2011-03-09  [2012-10-21]. （原始内容存档于2011-03-12）.